# Dollrottfeld

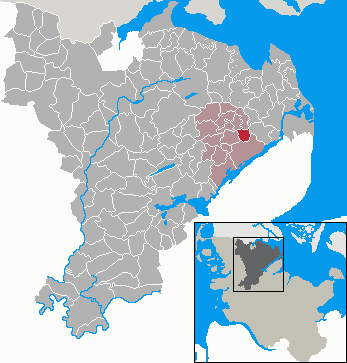
Situation de Dolrottfeld

Dollrottfeld (en danois: Dollerødmark) est une commune d'Allemagne située dans le Schleswig-Holstein et l'arrondissement de Schleswig-Flensburg. Elle est connue pour son manoir de Dollrott.